# Kōrli Stalte
Kōrli Stalte (lettül: Kārlis Stalte, németül: Karl Stalte) (Mazirbe, 1870. augusztus 10. – Németország, 1947. január 12.) lív származású író, költő, műfordító, tanár, kántor és a lív nemzeti mozgalom egyik vezéralakja. 

## Élete
A lív himnusz szövege:

Kōrli Stalte: Min izāmō 

Min izāmō, min sindimō,

ūod ārmaz rānda sa,

kus rāndanaigās kazābõd

vel vanād, vizād piedāgõd.

Min ārmaz īlmas ūod set sa,

min tõurõz izāmō!

Min izāmō, min sindimō,

ūod ārmaz rānda sa,

kus lāinõd mierstõ vīerõbõd

un rāndan sūdõ āndabõd.

Min ārmaz īlmas ūod set sa,

min tõurõz izāmō!

Min izāmō, min sindimō,

ūod ārmaz rānda sa,

kus jelābõd īd kalāmīed,

kis mīer pǟl ātõ pǟvad īed.

Min ārmaz īlmas ūod set sa,

min tõurõz izāmō!

Min izāmō, min sindimō,

ūod ārmaz rānda sa,

kus kūltõb um vel pivā ēļ

- min amā ārmaz rāndakēļ.

Min ārmaz īlmas ūod set sa,

min tõurõz izāmō!

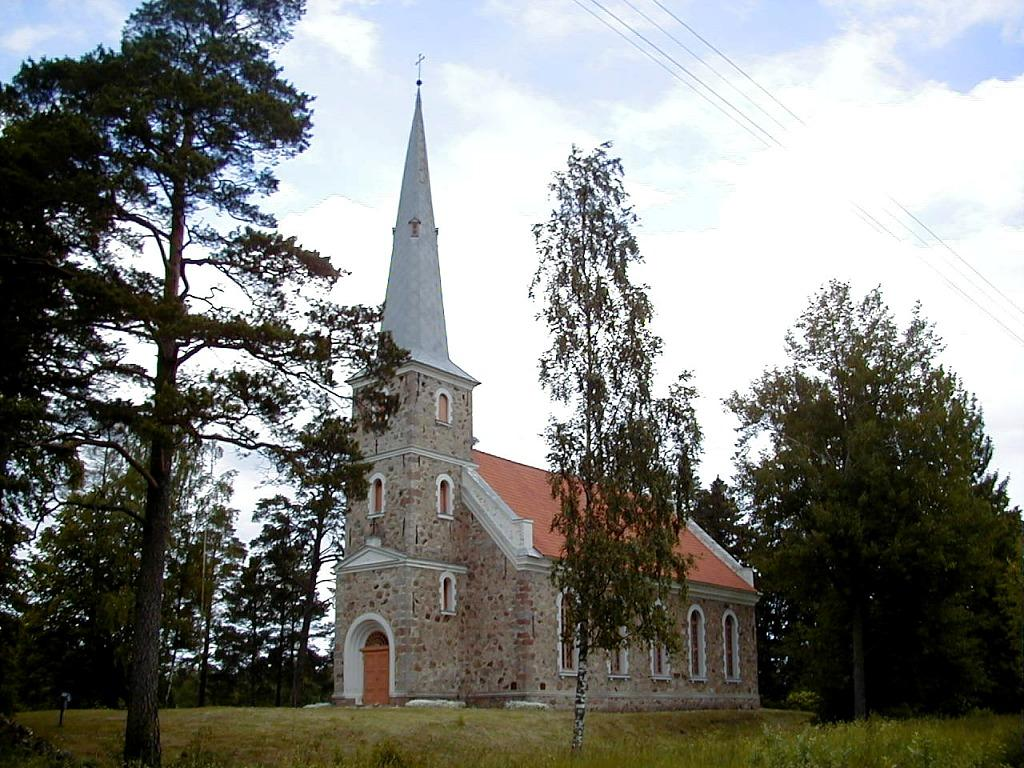
A mazirbei templom

Kōrli Stalte 1870. augusztus 10-én született a mai Lettország, a korabeli Orosz Birodalom területén található Mazirbe nevű faluban. Rigába járt gimnáziumba, a gimnázium elvégzése után könyvelő és magántanár lett. A lív mellett jól beszélt németül is. 1905-ben költözött vissza Mazirbében, és gazdálkodni kezdett, valamint a mazirbei evangélikus templom templomszolgája, kántora és orgonistája lett. Tanárként is dolgozott Mazirbében és Dundagában, majd lív nyelvtanár lett Lielirbében. Ettől kezdve egészen 1939-ig a lív nemzeti mozgalom vezéralakja és szervezője, számtalan lív nyelvű költeményt ír és sokat fordít. Felesége balti német származású volt, és mikor a Molotov–Ribbentrop-paktum szellemében létrejövő szovjet-német "barátsági és határegyezmény” nyomán 1939-ben Hitler elrendelte a baltikumi németek áttelepítését Németországba, feleségével együtt ő is emigrál, 1947-ben itt hal meg, itt is temetik el. Lánya, Margareta Stalte, apja költeményeinek megzenésítője és az apja által alapított kórus vezetője volt Mazirbében.

## Szerepe a lív nemzeti mozgalomban

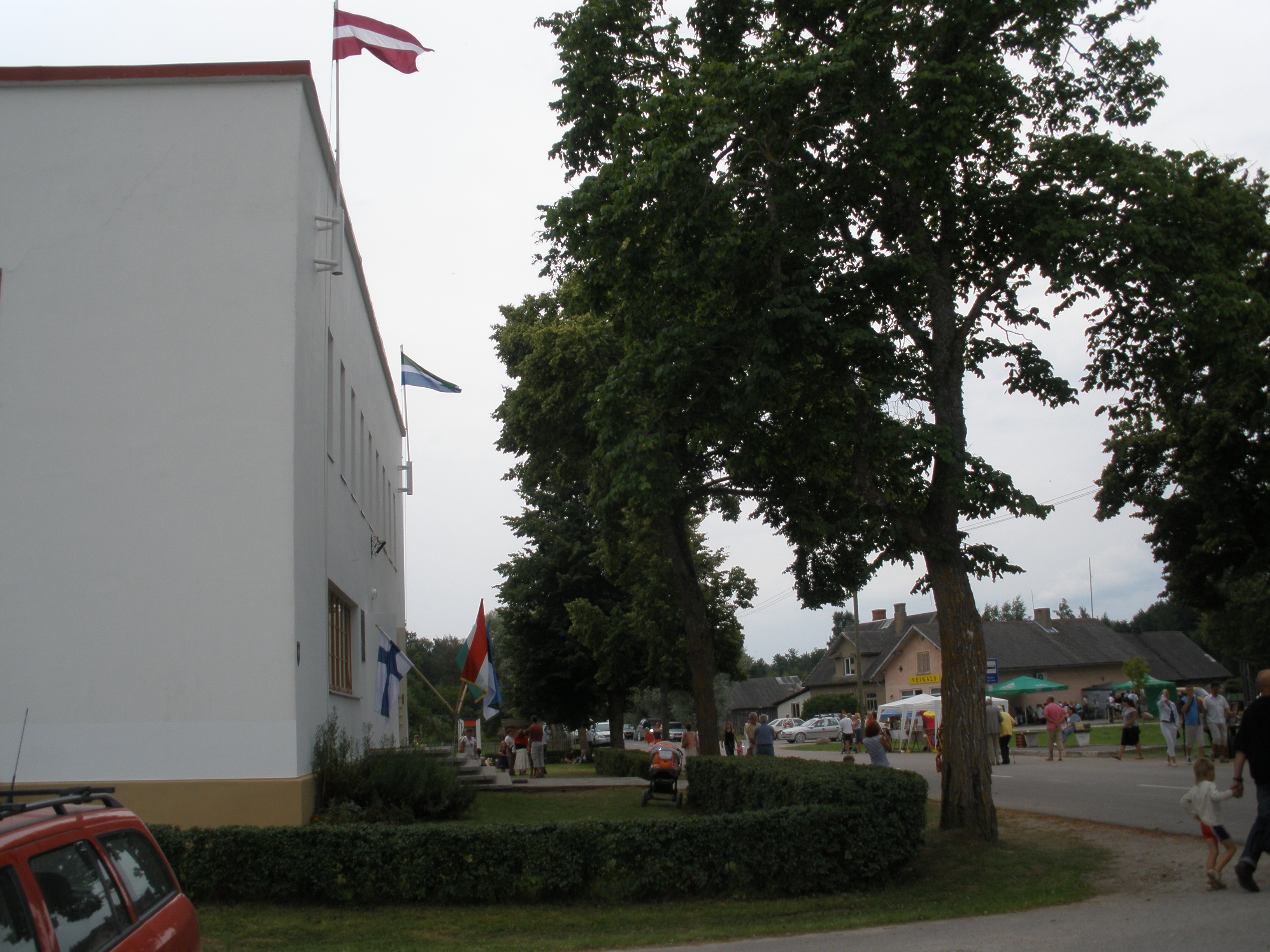
1939-ben építették meg a Lív Házat, amely a Lív Szövetség otthona lett. A házat finn, észt és magyar segítséggel építették fel, a bejárat mellett a magyar zászló is látható.

Stalte már a kezdetektől fogva részt vett a lívek önszervezésében, 1922-ben lív népi kórust alapított, később, 1923-ban részt vett Lív Szövetség (lívül: Līvõd Īd, lettül: Līvu Savienību) megalapításában, amelynek 1923 és 1924 között az elnöke, majd 1924-től 1939-ig pedig a titkára volt. Az ő vezetésével hozták létre a lív nemzeti jelképeket, a Min izāmō című verse lett a lív nemzeti himnusz.
A lív partvidékre érkező finn és észt tudósoknak segít a lív nyelv lejegyzésében és kutatásában, közeli barátja lett a finn nyelvésznek, Lauri Kettunennek, akinek segített a legnagyobb lív nyelvű szótár, a Livisches Wörterbuch mit Grammatischer Einleitung (Lív szótár nyelvtani bevezetővel) megírásában.
1933 és 1939 között kiadója és főszerkesztője volt a Līvli című havilapnak, nevéhez fűződik az első lív ábécéskönyv, részt vett több évkönyvek létrehozásában is, ő szervezte meg a lív nyelvű oktatást a tengerparti falvak iskoláiban.

## Irodalmi munkássága

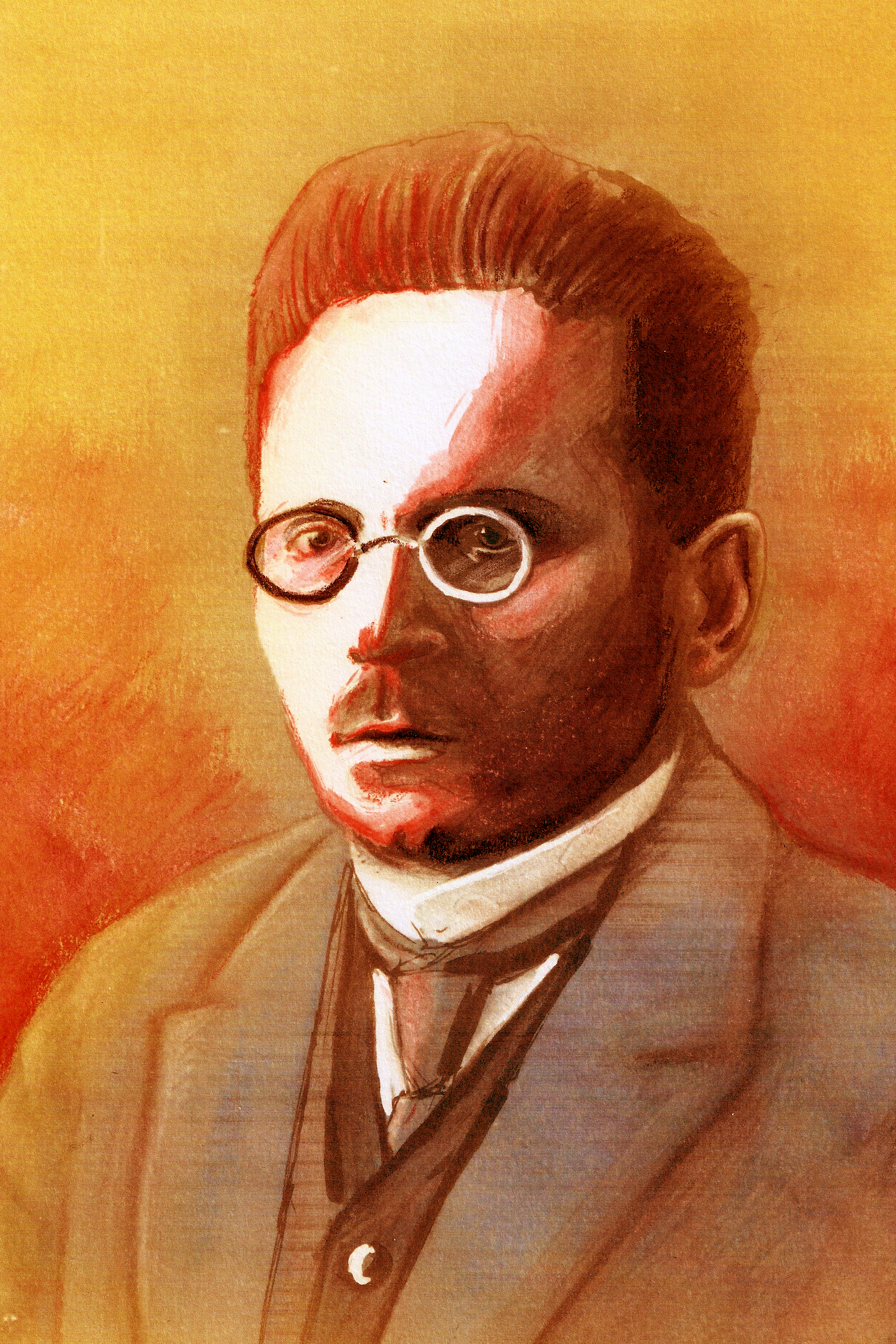
Lauri Kettunen, finn nyelvész, Stalte jóbarátja

Stalte 1919-ben kezdte irodalmi pályáját, és 1922-től kezdi el publikálni első irodalmi munkáit: dalokat és egyházi énekeket.
1923-ban írta meg Min izāmō ’Apaföldem’ című versét, amely később a lív himnusz lett. A szöveget Fredrik Pacius zenéjére írta, amely a finn és az észt himnuszok dallama is, evvel akarta kifejezni a három nép összetartozását. Egy fennmaradt történet szerint 1925-ben Kettunen téli szabadságát töltve Mazirbébe utazott, és Stalte házának emeleti szobájában szállt meg. Az egyik reggel Stalte lehívta Kettunent a földszintre, ahol a lív kórus tagjai várták őt, és akik ekkor elénekelték a himnuszt. Kettunen nagyon boldog volt, és azt mondta a három himnusz közül ez tetszik neki a legjobban, Stalte költeménye tökéletesen kifejezi a lív tengerpart hangulatát és a lív életérzést. Mikor 1929-ben Kettunen kiadta Līvõkīel lōlõd (Lív nyelvű dalok) című kottagyűjteményét, ezt tette az első helyre.
Staltének 1924-ben jelent meg első verseskötete Tallinnban Līvõ lōlõd (Lív dalok) címmel, ez 24 oldalas volt és 28 verset tartalmazott.
1937 és 1942 között lefordított az Újszövetséget (Ūž testament) lív nyelvre, amelyet 1942-benn adtak ki Helsinkiben. Szintén ebben az időszakban fordított vallásos énekeket, 106 énekét tartalmazó kötetét 1939-ben Līvlist vaimli luolrāntõz (A lívek vallásos énekeskönyve) címmel.

## Külső hivatkozások
- Kārlis Stalte
- Kārlis Stalte
- Kārlis Stalte
- Lív nemzeti jelképel Archiválva 2015. szeptember 14-i dátummal a Wayback Machine-ben
- Lív partvidék
- Értekezések a kisebbségi nyelvekről a Balti-tenger Lív partvidékén[halott link]
- Németvilág a Baltikumban